# Enfilada (ajedrez)

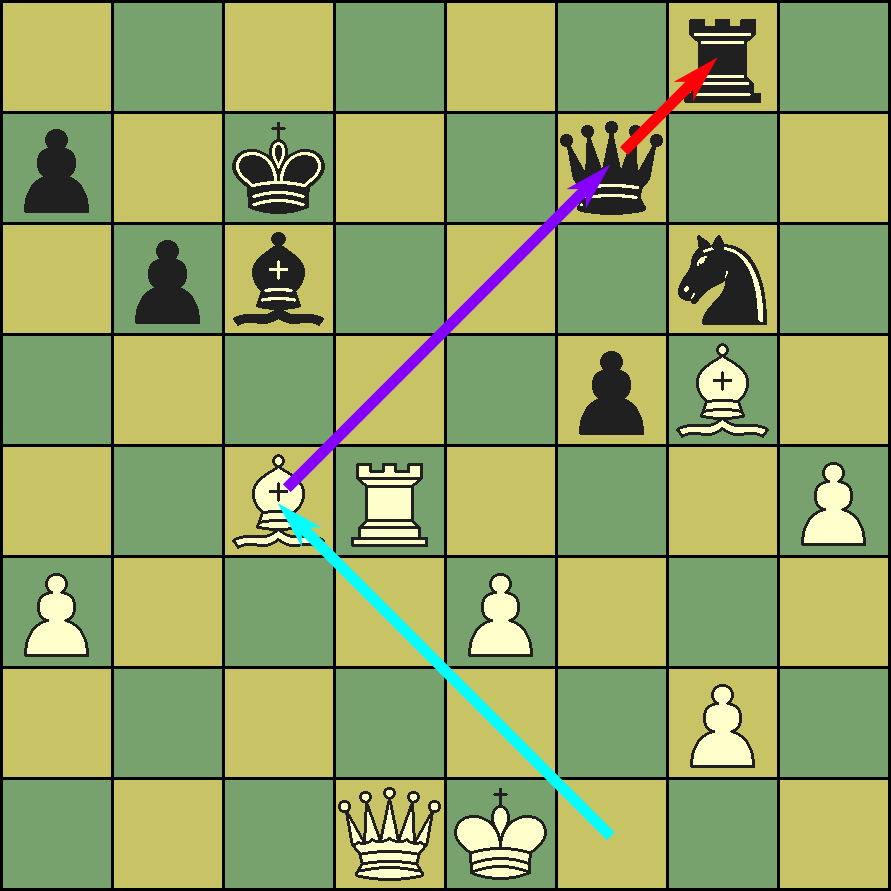
Tablero de ajedrez que muestra alfil usando la táctica de la enfilada

En ajedrez, una enfilada (skewer o thrust, en inglés) es un motivo táctico que consiste en el ataque sobre dos piezas en línea, es similar a una clavada. De hecho, una enfilada es a veces descrito como una clavada inversa; la diferencia es que en un enfilada, la pieza de mayor valor está delante de la pieza de menor valor. El adversario se ve en la necesidad de mover la pieza de mayor valor para evitar su captura, por lo cual expone a su pieza de menor valor a ser capturada. La dama, la torre y el alfil pueden realizar esta táctica.
|    |       |    |       |       |       |    |    |    |  |
|    | a8    | b8 | c8    | d8    | e8    | f8 | g8 | h8 |  |
| a7 | b7 rd | c7 | d7    | e7    | f7 kd | g7 | h7 |    |  |
| a6 | b6    | c6 | d6    | e6 pd | f6 pd | g6 | h6 |    |  |
| a5 | b5    | c5 | d5 qd | e5    | f5    | g5 | h5 |    |  |
| a4 | b4    | c4 | d4    | e4    | f4 pl | g4 | h4 |    |  |
| a3 | b3    | c3 | d3    | e3 pl | f3 bl | g3 | h3 |    |  |
| a2 | b2    | c2 | d2    | e2 ql | f2 kl | g2 | h2 |    |  |
| a1 | b1    | c1 | d1    | e1    | f1    | g1 | h1 |    |  |
|    |       |    |       |       |       |    |    |    |  |

En el diagrama de la izquierda toca mover negras y la dama sufre de una enfilada por el alfil blanco. Las negras deben mover la reina y en el siguiente movimiento, las blancas capturarán la torre.
|    |    |    |       |       |       |    |    |    |  |
|    | a8 | b8 | c8    | d8    | e8    | f8 | g8 | h8 |  |
| a7 | b7 | c7 | d7 qd | e7 kd | f7    | g7 | h7 |    |  |
| a6 | b6 | c6 | d6    | e6    | f6    | g6 | h6 |    |  |
| a5 | b5 | c5 | d5 bd | e5    | f5    | g5 | h5 |    |  |
| a4 | b4 | c4 | d4    | e4 kl | f4 bl | g4 | h4 |    |  |
| a3 | b3 | c3 | d3    | e3    | f3 ql | g3 | h3 |    |  |
| a2 | b2 | c2 | d2    | e2    | f2    | g2 | h2 |    |  |
| a1 | b1 | c1 | d1    | e1    | f1    | g1 | h1 |    |  |
|    |    |    |       |       |       |    |    |    |  |

 En el diagrama de la derecha le toca a las blancas mover y el rey sufre de un enfilada por el alfil negro. Este es una enfilada que las reglas del ajedrez obligan a evitar el jaque, y en este caso no queda más posibilidad que mover necesariamente el rey. Después de que las blancas muevan su rey, las negras capturarán seguramente la reina blanca.
Debido a que la enfilada es un ataque directo sobre la pieza de mayor valor, generalmente es una táctica mucho más poderosa que la táctica de la clavada. La víctima de la enfilada a menudo no puede evitar perder material (puede ser posible, por ejemplo, que la pieza de mayor valor pueda ser movida dando jaque); la única cuestión es qué material debe perderse.